# Kleiner Ährenfisch
Der Kleine Ährenfisch (Atherina boyeri) ist eine Art der Altweltlichen Ährenfische, die im Ostatlantik, dem Mittelmeer und dem Schwarzen Meer anzutreffen ist.

## Merkmale
Der Kleine Ährenfisch hat einen lang gestreckten und schlanken Körper und erreicht eine Körperlänge von maximal 10 Zentimetern, wobei er mehr als 4-mal so lang wie hoch ist. Der spitze Kopf besitzt ein schräg nach oben weisendes, oberständiges Maul. Der Körper ist durchscheinend mit graublauem bis braunem Rücken und silbrigweißen Flanken, die einen grauen Längsstreifen und eine dunkle Punktreihe tragen.
Die Rückenflosse ist geteilt. Die erste Rückenflosse besitzt 7 bis 8 harte Flossenstrahlen und die zweite Rückenflosse sitzt über der Analflosse und hat einen Hartstrahl und 11 Weichstrahlen. Die Afterflosse besitzt einen harten und 11 bis 15 weiche Flossenstrahlen. Die Bauchflossen sind brustständig. Insgesamt liegen 44 bis 48 Schuppen entlang der Seitenlinie.
Atherina boyeri ist eine Art mit relativ großer Streuung der morphologischen und meristischen (zählbaren) Merkmale, die sich mit denen der anderen Arten der Gattung überlappen. Dies wird auf die unterschiedlichen Lebensbedingungen zurückgeführt, in denen die verschiedenen Populationen dieser Art vorkommen.

## Verbreitung
Es wurden Fossilien aus dem Messinium gefunden, einem Abschnitt der Erdgeschichte vor etwa 7 bis 5 Mio. Jahren, in dem das Mittelmeer weitgehend austrocknete (Messinische Salinitätskrise), die der heute lebenden Art Atherina boyeri zugeordnet werden.
Der Kleine Ährenfisch ist heute im östlichen Atlantik von Portugal bis nach Marokko sowie im Mittelmeer und dem Schwarzen Meer sowie dem Kaspischen Meer anzutreffen, einzelne Populationen leben auch in der Nordsee.

## Lebensweise
Kleine Ährenfische leben als Schwarmfische im küstennahen Bereich in Tiefen bis 10 Metern, wobei sie gelegentlich auch in Lagunen und ins Brackwasser von Flussmündungen eindringen. Sie sind dabei vor allem im Bereich der Oberfläche anzutreffen und ernähren sich von Planktonorganismen und Fischlarven.
Die Fortpflanzungszeit der Fische reicht vom April bis zum Juli. Die 1,8 bis 2 Millimeter großen Eier werden ins Freiwasser abgegeben und verhaken sich mit feinen Fäden an Algen. Die Fische sind nach etwa einem Jahr geschlechtsreif, das Höchstalter liegt bei etwa 3 Jahren.

## Belege
1. 1 2 3 4 5  Andreas Vilcinskas: Fische – Mitteleuropäische Süßwasserarten und Meeresfische der Nord- und Ostsee. BLV Verlagsgesellschaft, München 2000, S. 140. ISBN 3-405-15848-6.
2. 1 2  G. Carnevale, E. Haghfarshi, S. Abbasi, H. Alimohammadian, B. Reichenbacher: A New Species of Silverside from the Late Miocene of NW Iran. In: Acta Palaeontologica Polonica. Band 56, Nr. 4, 2011, S. 749–756, doi:10.4202/app.2011.0003.
3. 1 2  Kleiner Ährenfisch auf Fishbase.org (englisch)